# Johann Friedrich Sültmann
Johann Friedrich Sültmann (* 21. März 1800 in Mellin; † 24. März 1878 in Rohrberg) war ein deutscher Landwirt und Politiker.

## Leben
Sültmann bewirtschaftete seit 1818 sein Gut in Mellin. Der Landwirt nahm im politischen Leben der Altmark eine wichtige Rolle ein, als Schiedsmann, Dorfschulze, Kreistagsabgeordneter, seit 1871 als Abgeordneter des Provinziallandtages der Provinz Brandenburg in Berlin.
Bereits 1847 war er Abgeordneter für die Landgemeinden der Kreise Salzwedel-Gardelegen im Vereinigten Landtag in Berlin.
Johann Friedrich Danneil weilte oft in Mellin, wo er von Sültmann, der stets Platt sprach, beim Studium des Plattdeutschen unterstützt wurde.